# Oscar Riesebeek
Oscar Riesebeek (Ede, 23 de diciembre de 1992) es un ciclista profesional neerlandés que desde 2020 corre para el equipo Alpecin-Deceuninck.

## Palmarés
2009
- Gran Premio Rüebliland (Júnior)

2016
- Omloop der Kempen[2]

2020
- Tour Bitwa Warszawska 1920, más 1 etapa[3]

2021
- 3.º en el Campeonato de los Países Bajos en Ruta

2022
- Dwars door het Hageland

## Resultados en Grandes Vueltas y Campeonatos del Mundo
| Carrera         | Carrera         | 2011 | 2012 | 2013 | 2014 | 2015 | 2016 | 2017 | 2018 | 2019 | 2020 | 2021  | 2022  | 2023 | 2024  |
| --------------- | --------------- | ---- | ---- | ---- | ---- | ---- | ---- | ---- | ---- | ---- | ---- | ----- | ----- | ---- | ----- |
|                 | Giro de Italia  | —    | —    | —    | —    | —    | —    | —    | —    | —    | —    | 104.º | 113.º | Ab.  | —     |
|                 | Tour de Francia | —    | —    | —    | —    | —    | —    | —    | —    | —    | ―    | —     | —     | —    | —     |
|                 | Vuelta a España | —    | —    | —    | —    | —    | —    | —    | —    | —    | —    | ―     | —     | —    | 130.º |
| Mundial en Ruta | Mundial en Ruta | —    | —    | —    | —    | —    | —    | —    | —    | —    | —    | Ab.   | —     | Ab.  | Ab.   |

—: no participa
Ab.: abandono